# Yora Rienstra
Yora Rienstra (Amsterdam, 6 maart 1981) is een Nederlandse cabaretière, actrice, programmamaker en presentatrice.

## Carrière
Rienstra studeerde in 2006 af aan de toneelschool en kleinkunstacademie en speelde onder meer bij de Theatercompagnie en het MUZtheater.
Op 6 april 2009 won Rienstra in De Kleine Komedie te Amsterdam het Concours om de Wim Sonneveldprijs op het Amsterdams Kleinkunstfestival. Tevens won zij de publieksprijs van dit concours. Daarna maakte zij achtereenvolgens de soloprogramma's Aan jou heeft het niet gelegen (2009 - 2011) We maken er wat van (2012 - 2013) Yora Drukt Haar Snor (2014 - 2015) en Eerlijk gezegd (2016 - 2017)  Haar voorstellingen werden lovend ontvangen. De Volkskrant noemt haar ‘Een comédienne met diepgang’. Trouw roemt haar ‘mooie mix van types, liedjes en persoonlijke verhalen’. Herman van Veen zingt het door Rienstra geschreven liedje Ik hou van jou in zijn theatershows en is te horen op zijn cd Sprakeloos. Ook speelde Yora bij Solostories (2017) de rol van Emma in de toneelversie van de bestseller Paaz van Myrthe van der Meer en daarna de toneelversie van het tweede boek UP (2019 - 2020)  Over een vrouw die op een gesloten afdeling belandt van een Psychiatrische Afdeling van een Algemeen Ziekenhuis. Yora liet zich ter voorbereiding op de rol zelf 24 uur opnemen op die afdeling.
Yora was op tv te zien bij o.a. DWDD als Jeanet van Boer Aad (Boer zoekt vrouw), De Slimste Mens, Toren C, De Dino Show en Divorce. In 2014 kreeg ze haar eigen radioprogramma ‘Ha! Die Yora’ (BNN VARA) elke zondagavond te horen op NPO Radio 2. In 2015 stopte dit programma en kreeg ze samen met Sander de Heer de zaterdag en zondag tussen 14:00 en 16:00 met Yora en Sander (BNN VARA) op NPO Radio 2. Van november 2016 tot april 2021 was Yora vier seizoenen een van de vaste presentatoren en makers van het BNNVARA televisieprogramma Rambam op NPO 3. In 2019 werd ze ook nog een van de vaste presentatoren bij de Nieuws Update, een online streamingdienst van het Algemeen Dagblad en de zeven aangesloten regionale titels van De Persgroep. Ook is Yora sinds medio 2019 regelmatig te zien op het Youtube-kanaal van de Wegenwacht.
In 2021 maakte Yora de documentaire Ik deed aangifte tegen de minister van Onderwijs (VPRO). Een docu over gay jongeren die op streng Christelijke scholen zaten en niet werden geaccepteerd. Deze werd uitgezonden op 5 augustus 2021 op NPO3.
In 2022 maakte Yora de vierdelige documentaire serie over de woningcrisis Half Holland Dakloos (VPRO). Deze werd vier weken lang in maart 2022 uitgezonden op NPO 3 en werd lovend ontvangen door de pers. 

## Cabaretprogramma's
- 2009: Aan Jou Heeft Het Niet Gelegen
- 2012: We Maken Er Wat Van
- 2015: Drukt Haar Snor
- 2016: Eerlijk Gezegd

## Toneelvoorstellingen
- 2006: Driekoningenavond - Theatercompagnie - Regie: Theu Boermans
- 2006: Het Koude Kind - Theatercompagnie - Regie: Maaike van Langen
- 2017: Paaz - Solostories - Regie: Benno Hoogveld
- 2019: UP - Theaterbureau De Mannen - Regie: Benno Hoogveld

## TV programma's
- 2016 - 2021: Rambam BNN Vara NPO 3
- 2021: Ik deed aangifte tegen de minister van Onderwijs VPRO
- 2022: Half Holland Dakloos VPRO

## Radioprogramma's
- 2014 -2015: Ha Die Yora - BNNVARA - NPO Radio 2
- 2016: Yora en Sander, Sander en Yora - BNNVARA - NPO Radio

Huidige: · Annemieke Schollaardt · Bart Arens · Carolien Borgers · Evelien de Bruijn · Corné Klijn · Daniël Lippens · Desiree van der Heiden · Dolf Jansen · Eddy Keur · Emmely de Wilt · Evert Duipmans · Jan-Willem Roodbeen · Jeroen Kijk in de Vegte · Jeroen van Inkel · Leo Blokhuis · Martine ten Klooster · Morad El Ouakili · Paul Rabbering · Ruud de Wild · Shay Kreuger ·Tannaz Hajeby · Thomas Hekker · Willemijn Veenhoven
Voormalige: Alfred van de Wege · Andrew Makkinga · Bert Haandrikman · Bert Kranenbarg · Cees van Zijtveld · Cielke Sijben · Daniël Dekker · Edwin Diergaarde · Felix Meurders · Ferry Maat · Frank du Mosch · Frits Sissing · Frits Spits · Gerard Ekdom · Giel Beelen · Gijs Staverman · Hans Schiffers · Henk van Steeg · Jan Paul Grootentraast · Jasper de Vries · Jeanne Kooijmans · Jeroen Mulder · Jetske van Staa · Jurgen van den Berg · Karel van Cooten · Kasper Kooij · Kimberley Dekker · Malou Holshuijsen · Marc Adriani · Marisa Heutink · Mart Smeets · Miranda van Holland · One'sy Muller · Peter Schuiten · Peter van Bruggen · Rick van Velthuysen · Rob Stenders · Roeland van Zeijst · Ron Stoeltie · Rutger Radstaake · Ruud Hermans · Sander de Heer · Sander Guis · Sara Kroos · Simone Walraven · Ted de Braak · Thijs Maalderink · Thomas van Vliet · Timur Perlin · Toine van Peperstraten · Tom Mulder · Will Luikinga · Yora Rienstra· Wouter van der Goes· Frank van 't Hof · Stefan Stasse  ·